# 1063 Aquilegia
1063 Aquilegia је астероид главног астероидног појаса са пречником од приближно 17,75 .
Афел астероида је на удаљености од 2,406 астрономских јединица (АЈ) од Сунца, а перихел на 2,220 АЈ.
Ексцентрицитет орбите износи 0,040, инклинација (нагиб) орбите у односу на раван еклиптике 5,974 степени, а орбитални период износи 1285,558 дана (3,519 године).
Апсолутна магнитуда астероида је 11,38 а геометријски албедо 0,157.
Астероид је откривен 6. децембра 1925. године.